# KVLY-TV
KVLY-TVとは、アメリカ合衆国のノースダコタ州とミネソタ州に拠点を置く、NBCテレビ系列のテレビジョン放送局である。1983年までABC系列であり、現在では、主としてアメリカ国内のニュースを中心としたテレビ局である。KVLY-TV塔やKXJB-TV塔などの超高層放送塔などを所有する。
11.1でNBCの番組を、11.2でCBSの番組を放送している。

## 番組

### ニュース運用
『バレー・ニュース・ライブ（Valley News Live）』は、KVLY-TVとKXJB-LDが共有するニュース部門の名称である。両局は、2007年4月に週末ニュースの同時放送を開始し、同じニュースが両チャンネルで放送されている。KXJB-LDは「4」のデジタルオンスクリーングラフィックを使用するが、KVLY-TVは同番組放送中に「11」のバグを使用する。同年11月5日以降、同時放送を平日に拡大した。
KVLY-TVは、毎週21時間半のローカル制作のニュースを放送している（平日：4時間、土曜日：1時間、日曜日：30分）。また、KVLY-DT 11.2とKXJB-LD 30.1・30.2について、正午と17:30のニュース 、平日7:00のKVLY-TVの朝のニュース番組『ザ・バレー・トゥデイ（The Valley Today）』の1時間延長、21:00からの毎晩のプライムタイムの30分ニュースで構成される毎週13時間半のローカル制作ニュース番組を放送している。KVLY-TVは、4つのチャンネルを合わせて、毎週合計35時間のニュースを制作している。

#### 視聴率
最近は、ファーゴ・ムーアヘッドメトロエリアと市場南部のレーティングリーダーだが、グランドフォークスメトロエリアとマーケット北部でのWDAZの優位性により、WDAY/WDAZコンボはファーゴ・グランドフォークス市場全体のレーティングリーダーになっている。
KVLY-TVのニュースの多くがKXJB-LDで同時放送されているため、同局とKXJB-LDの視聴率が組み合わされている。ただし、最近まで、KVLY-TVとKXJB-LDは、ネットワークとシンジケート番組が異なるため、1つの放送局としてカウントされていなかった。CBSとKXJBの番組は2014年12月にKVLYの2番目のサブチャンネル（及びその後のKXJB-LD）に移動したため、KVLY-TVは視聴率の目的で全てのサブチャンネルを1つの放送局としてカウントできるようになった。

#### 元スタッフ
- デニス・バウンズ（英語版） - ニュースキャスター（シアトルのKING-TV深夜ニュースアンカー、2016年に引退）
- ロバート・アイバース（英語版） - ニュースアンカー・トーク番組のホスト※故人
- ジム・ラウンズベリー（英語版） - ニュースアンカー（1980年代初頭、キャリアの早い段階でロックンロールDJのパイオニア）※故人
- エド・シュルツ（英語版） - スポーツアンカー（1982年、ファーゴが拠点のシンジケートラジオホストだった）※故人

### 主な番組
- ライブ!ウィズ・ケリー（英語版）（WABC-TV制作）
- ファミリー・フュード
- エレンの部屋
- ドクター・フィル
- バレー・ニュース・ライブ（地域ニュース）